# Saint-Ouen-sur-Seine
Saint-Ouen-sur-Seine (franskt uttal: [sɛ̃t‿wɛ̃ syʁ sɛn]
 ( lyssna); öv. 'Saint-Ouen vid Seine'; tidigare Saint-Ouen [sɛ̃t‿wɛ̃]) är en kommun i departementet Seine-Saint-Denis i regionen Île-de-France i norra Frankrike. Kommunen ligger i kantonen Saint-Ouen-sur-Seine som tillhör arrondissementet Saint-Denis. År 2022 hade Saint-Ouen-sur-Seine 53 041 invånare. Kommunen bytte namn från Saint-Ouen till Saint-Ouen-sur-Seine 2018.
Kommunen är en av de nordliga förorterna till Paris och ligger 6,6 kilometer från Paris centrum.

## Befolkningsutveckling
| Befolkningsutvecklingen i Saint-Ouen-sur-Seine 1968–2021 | Befolkningsutvecklingen i Saint-Ouen-sur-Seine 1968–2021 | Befolkningsutvecklingen i Saint-Ouen-sur-Seine 1968–2021 | Befolkningsutvecklingen i Saint-Ouen-sur-Seine 1968–2021 | Befolkningsutvecklingen i Saint-Ouen-sur-Seine 1968–2021 |
| -------------------------------------------------------- | -------------------------------------------------------- | -------------------------------------------------------- | -------------------------------------------------------- | -------------------------------------------------------- |
|                                                          |                                                          |                                                          |                                                          |                                                          |
| År                                                       |                                                          |                                                          | Folkmängd                                                |                                                          |
| 1968                                                     | 1968                                                     |                                                          | 48 886                                                   |                                                          |
| 1975                                                     | 1975                                                     |                                                          | 43 588                                                   |                                                          |
| 1982                                                     | 1982                                                     |                                                          | 43 606                                                   |                                                          |
| 1990                                                     | 1990                                                     |                                                          | 42 343                                                   |                                                          |
| 1999                                                     | 1999                                                     |                                                          | 39 722                                                   |                                                          |
| 2007                                                     | 2007                                                     |                                                          | 43 954                                                   |                                                          |
| 2015                                                     | 2015                                                     |                                                          | 48 431                                                   |                                                          |
| 2021                                                     | 2021                                                     |                                                          | 53 207                                                   |                                                          |